# Tre'Shaun Fletcher
Tre'Shaun Javon Fletcher (Wilmar, 5 oktober 1994) is een Amerikaans voormalig basketballer.

## Carrière
Fletcher speelde collegebasketbal voor de Colorado Buffaloes van 2013 tot 2016. Na een jaar aan de kant vanwege de overstap naar de Toledo Rockets speelde hij nog een seizoen bij hen. In december 2018 tekende hij een contract bij de Salt Lake City Stars en speelde er de rest van het seizoen uit. In de zomer van 2019 speelde hij in de NBA Summer League voor Utah Jazz. In november 2019 werd zijn contract bij de Salt Lake City Stars ontbonden. In december 2019 tekende hij een contract bij Ura Basket in de Finse competitie en speelde er een seizoen.
Voor het seizoen 2020/21 tekende hij een contract bij de Italiaanse eersteklasser Fortitudo Bologna en speelde het seizoen uit in de Italiaanse tweede klasse bij Pistoia Basket 2000. In september 2021 tekende hij een contract bij de Belgische eersteklasser Limburg United als vervanger van Justin Gordon. In november viel hij uit met een blessure. Hierna kondigde hij zijn afscheid aan als basketballer in augustus 2022.

## Erelijst
- Belgisch bekerwinnaar: 2022